# 원흠
원흠(본명: 조원흠, 趙元欽, 1980년 1월 13일)은 대한민국의 가수이다. 2016년에 록 듀오 노라조에서 이혁이 탈퇴한 이후 노라조에 새로 합류한 멤버로, 2018년 8월 신곡 발표와 함께 정식으로 영입되었다.

## 생애
2006년 중국에서 아이돌 그룹 ‘에스피 원’으로 데뷔하였으며, 이후 그룹명이 ‘아이콘’, ‘링가왕자’로 바뀌었으나 상업적 성공은 거두지 못하였다. 2010년 노라조 〈카레〉 녹음 당시 작곡가가 원흠에게 가이드 보컬을 맡기면서 조빈을 알게 되었다.
2012년 일본의 AV 배우 아오이 소라의 중국 진출 작품인 웹 영화 《第二梦》(두 번째 꿈)에서 남자 주인공을 맡았다. 2013년부터 2015년까지 아오이 소라, 마리잉(马娳颖)과 함께 3인조 그룹 果宝酱(JAM)으로 활동하였다. 2015년 5월 박혜경의 2003년 곡 〈안녕〉의 중국어 번안을 맡았다.
2017년 5월 노라조의 조빈은 원흠의 노라조 영입 소식을 알렸다. 이후 YG 하이그라운드와 전속 계약을 맺었다가 2018년 5월 4일 마루기획으로 이적하였다.

## 음반 목록

### 참여 음반
- 2013년 11월 11일 果宝酱 - 싱글 1집 〈我最宅〉
- 2014년 1월 23일 苍井空&竹书群星 - 싱글 〈谢谢你〉
- 2014년 6월 24일 果宝酱 - 싱글 2집 〈明天开始减肥〉
- 2015년 1월 9일 果宝酱 - 싱글 3집 〈哈喽〉

## 방송 활동

### 예능
- 2019년 MBC 《미스터리 음악쇼 복면가왕》 - 패널, 참가자 (복면가수 수질 1등급 아쿠아리움)
- 2019년 MBC 《라디오 스타 (문화방송)》 - 선녀들특집
- 2019년 KBS 2TV 《뮤직셔플쇼 더 히트》 - 게스트

## 연기 활동
- 2012년 3월 《第二梦》(두 번째 꿈) - 주연
- 2012년 7월 《如果》(만약) - 조연